# Eurrhypis
Eurrhypis é um gênero de mariposa pertencente à família Crambidae.